# 472

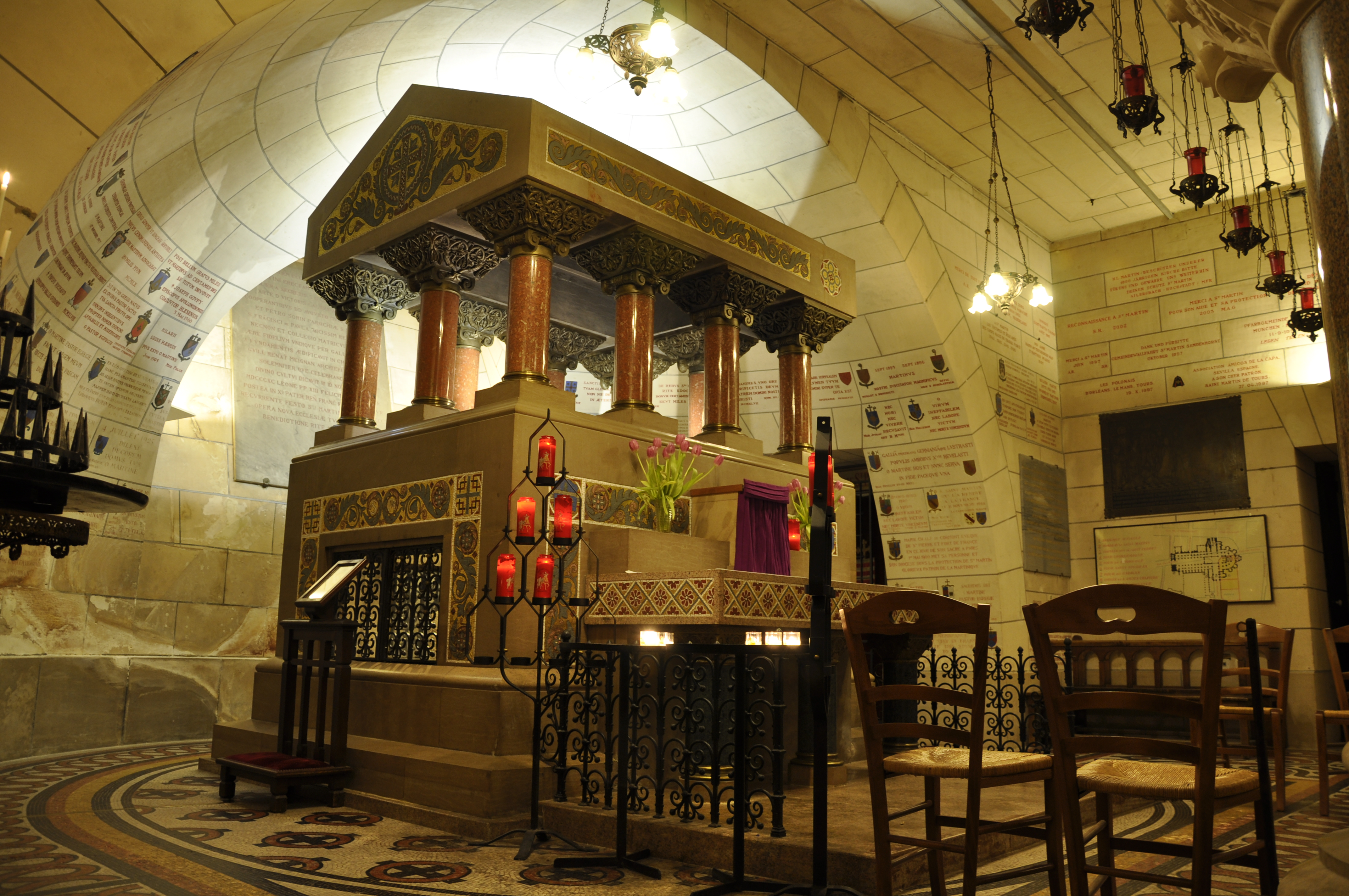
Graftombe van Sint-Maarten (Tours)

Het jaar 472 is het 72e jaar in de 5e eeuw volgens de christelijke jaartelling.

## Gebeurtenissen

### Italië
- Voorjaar - Flavius Marcianus en Flavius Festus worden door de Senaat gekozen tot consul van het Imperium Romanum.
- Het West-Romeinse Rijk valt uiteen, de Bourgondiërs, Franken en Visigoten verdelen in Gallië de militaire macht. Ricimer (magister militum) komt in conflict met keizer Anthemius over zijn politieke ambities.
- Ricimer belegert Rome, het volk komt in opstand en Anthemius moet de stad ontvluchten. Hij wordt echter bij de basiliek van Santa Maria in Trastevere, vermomd als bedelaar, herkend en gearresteerd.
- 11 juli - Ricimer laat Anthemius executeren (onthoofding) en plaatst Olybrius op de troon als keizer van het West-Romeinse Rijk. Hij is een stroman en deelt zijn macht met Ricimer, de feitelijke heerser.
- 18 augustus - Ricimer overlijdt aan hevige koorts en wordt opgevolgd door zijn neef Gundobad. Hij wordt benoemd tot magister militum (opperbevelhebber) en krijgt voor twee jaar het bevel over het Romeinse leger (voornamelijk Germaanse hulptroepen).
- 22 oktober - Olybrius overlijdt aan oedeem (opeenhoping van vocht) na een regeringsperiode van vier maanden. Gundobad vult het machtsvacuüm op en laat Germaanse bevelhebbers het Westelijke rijk besturen.
- De Vesuvius ten zuidoosten van Napels komt tot uitbarsting. Tijdens de eruptie wordt de stad Abellinum bedolven en verlaten.

## Religie
- Euphronius wordt bisschop van Autun en schenkt een blok marmer boven het graf van Martinus van Tours in de abdij van Sint-Maarten.
- Sidonius Apollinaris wordt dankzij zijn politieke en theologische vaardigheden, gekozen tot bisschop van Auvergne.

## Overleden
- 11 juli - Anthemius, keizer van het West-Romeinse Rijk
- Ming Di, Chinese keizer van de Liu Song-Dynastie
- 22 oktober - Olybrius, keizer van het West-Romeinse Rijk
- 18 augustus - Ricimer, Germaans generaal (magister militum)